# Mainzer Zeitung
Die Mainzer Zeitung war eine liberale Zeitung mit Sitz in Mainz, die von 1801 bis 1851 erschien.
Ab 1801 wurde die Mainzer Zeitung von der Mainzer Rochushospitals-Druckerei verlegt. Im Jahre 1812 erwarb der Mainzer Drucker Theodor von Zabern das Privileg zum Druck der Zeitung von der Druckerei, da es im damals französischen Mainz nicht gestattet war, eine neue Zeitung zu gründen.
Von 1816 bis 1822 redigierte der Mainzer Professor Friedrich Lehne die Zeitung. Zu seiner Zeit wurde sie liberaler und kritischer, es wurde vermehrt auf politische Missstände aufmerksam gemacht wie Zensurbestrebungen und restaurative gesellschaftliche Tendenzen. Unter Lehne wurde die Mainzer Zeitung zum wichtigsten Presseorgan im Großherzogtum Hessen, auch wenn die Regierung in Darmstadt das Erscheinen 1822 vorübergehenden verbot und Lehne ablösen ließ.
1832, nach dem Hambacher Fest, wurde die Pressezensur durch neue Gesetze noch verschärft. Ab 1838 redigierte der Geograph, Publizist und spätere Konsul Karl Andree die Zeitung.
Im Jahr 1848 schließlich ergriff die Zeitung unter ihren neuen Redakteuren Ludwig Bamberger und Karl Bölsche Partei für die Revolution. Zu dieser Zeit schloss sich auch der Revolutionär Friedrich Jacob Schütz der Redaktion an. Bamberger musste die Zeitung bald verlassen. Auch der Widerstand gegen die besonders konservative Ausprägung des Katholizismus, dem „Ultramontanismus“, der eine Einheit von Staat und Kirche unter ihrem Primat sowie eine Rekatholisierung der Welt erreichen wollte,  wurde unter anderen von der Zeitung getragen.
Die Mainzer Zeitung blieb kritisch, aber die Pressezensur wurde erneut verschärft. Man versuchte zunächst noch, ein erneutes Verbot zu umgehen, indem man die Zeitung in Mainzer Abendpost umbenannte, doch Ende 1851 wurde die Zeitung endgültig verboten.